# Cung điện ở Barcinek
Cung điện ở Barcinek (tiếng Ba Lan: Pałac w Barcinku) là một cung điện có từ thế kỷ 16, nằm trong làng Barcinek, huyện Jeleniogórski, tỉnh Dolnośląskie, Ba Lan. Công trình kiến trúc này có tên trong danh sách đăng ký di tích.

## Lịch sử
- Năm 1772: Cung điện ở Barcinek được Bá tước von Rothkirch xây dựng.[2]
- Năm 1890: Cung điện được xây dựng lại và có thêm một tòa tháp ở phía Bắc. Phần thiết kế nội thất ở tầng trệt và phần mặt tiền cũng được thay đổi theo chủ nghĩa chiết trung đang thịnh hành lúc bấy giờ. Gia đình quý tộc Wartenberg sở hữu cung điện này mãi cho đến năm 1945.[2]
- Sau khi Chiến tranh thế giới thứ hai kết thúc: Đây từng là nơi ở mùa hè của Tổng thống Cộng hòa Ba Lan, và sau đó mới được chuyển giao lại cho một trang trại địa phương thuộc sở hữu nhà nước.[2]
- Sau năm 1980: Cung điện không còn được sử dụng.[2]
- Hiện nay: Cung điện ở Barcinek đang trong tình trạng xuống cấp.

## Kiến trúc
Đây là một cung điện ba tầng, được xây dựng trên một mặt phẳng hình chữ nhật. Tòa tháp, tường chịu lực và các phòng ở tầng trệt vẫn còn tồn tại cho đến ngày nay.